# Kenney Glacier
Kenney Glacier är en glaciär i Antarktis. Den ligger i Västantarktis. Argentina, Chile och Storbritannien gör anspråk på området. Kenney Glacier ligger 272 meter över havet.
Terrängen runt Kenney Glacier är kuperad. Havet är nära Kenney Glacier åt nordost. Trakten är glest befolkad. Närmaste befolkade plats är Esperanza Base, 3,4 kilometer nordost om Kenney Glacier.